# Vallcanera
Vallcanera és una entitat de població i un antic territori del municipi de Sils, a la comarca de la Selva.

## Localització i Història
El poble pròpiament dit té tota la seva població disseminada, si bé l'església de Santa Eulàlia actua com a centre del lloc donada la seva situació en una confluència de camins veïnals.
L'antic territori de Vallcanera ocupa la meitat nord del terme municipal i limita al nord amb Vilobí d'Onyar, a l'est amb Caldes de Malavella, al sud amb la Barceloneta i la Urbanització de les Mallorquines i a l'oest amb Riudarenes i Santa Coloma de Farners.
Agregat a Sils als voltants del 1868 i en alguna ocasió sota l'administració d'un alcalde pedani, tot el territori de Vallcanera ha estat tractat de manera unificada a efectes administratius, desdibuixant els quatre veïnats que en formen part i que responen, a grans trets, a les unitats del relleu que el configuren.
El 1800 era ens local independent, que el 1846 va ser agregat al terme de Riudarenes, abans de la seva incorporació definitiva a Sils.
Era especialment rellevant l'Hostal de la Belladona, al camí ral de Girona a Barcelona.

### Veïnats de Vallcanera

#### Vallcanera
Va des de les actuals urbanitzacions de Vallcanera Parc i les Comes fins a les cases de la vorera oest de la Urbanització de les Mallorquines. Té al seu terme l'església de Santa Eulàlia.
Vallcanera Parc és una urbanització del veïnat de Vallcanera de població del municipi de Sils, a la comarca de la Selva. En el cens de 2009 tenia 1.062 habitants. En l'actualitat la lluita veïnal de la urbanització es concentra en la recepció total de les obres de la urbanització i l'extinció de l'obligació de conservar-la per part dels propietaris i propietàries, d'acord amb la llei 1/2005 d'Urbanisme de Catalunya.

#### Can Belladona
S'anomena així per la casa del mateix nom, se situa a l'est, a banda i banda de l'antic Camí Reial, que vertebra el veïnat des de Can Rebrull i Can Nara fins a la ratlla de Caldes de Malavella i discorre entremig dels cursos de les rieres de la Font del Frare i de la Belladona donant unitat així a les diverses propietats existents. No obstant això, actualment es troba partit per l'autopista AP-7.

#### Mas Bosquets
Duu el nom de la caseria i s'estén per la zona nord, des de can Vendrell al nord fins a la Casa Nova, arran del terme municipal de Vilobí d'Onyar. Escassament poblat des de sempre, ocupa les terres més elevades del territori, a les capçaleres de la riera de Vallcanera i la del Forn de Vidre, tributari seu, que conformen una petita unitat geogràfica, emmarcada per petits turons, i determina de manera bastant clara la identitat del veïnat.

#### Serramagra
Situat a l'oest, als límits amb els termes municipals de Santa Coloma de Farners i Riudarenes, ocupa una petita vall de característiques semblants. Té forma d'una llenca allargassada de terra que va des de Can Maimí i Can Massó, a prop del centre de Vallcanera fins a Cal Mutxo. El veïnat, estrictament parlant, s'estén per la zona més plana i baixa, on s'aiguabarregen la totalitat dels esmentats recs i rieres. La seva situació de punt de confluència de camins veïnals li atorga ja des dels seus inicis la capitalitat de tot aquest territori i ajuda a explicar la ubicació de l'església i perquè, a diferència dels altres, no documentats, encara s'arriba a esmentar en el cens de població de l'any 1900.